# Huckleberry Finn e i suoi amici
Huckleberry Finn e i suoi amici (Huckleberry Finn and His Friends) è una serie televisiva canadese e tedesca in 26 episodi trasmessi per la prima volta nel corso di una sola stagione nel 1980.
È una serie d'avventura incentrata sulle vicende del giovane Huckleberry Finn, personaggio creato dallo scrittore statunitense Mark Twain. Ad affiancarlo nelle sue avventure vi è anche un altro personaggio creato da Twain, Tom Sawyer. Anche se Mark Twain originariamente aveva scritto i romanzi Le avventure di Tom Sawyer e Le avventure di Huckleberry Finn come racconti separati, questa serie evoca entrambe le opere letterarie come una sola storia. Si pone però maggiore importanza al personaggio di Huckleberry.

## Personaggi e interpreti
- Huckleberry Finn (26 episodi, 1980), interpretato da Ian Tracey.
- Tom Sawyer (26 episodi, 1980), interpretato da Sammy Snyders.
- Zia Polly (26 episodi, 1980), interpretata da Brigitte Horney.
- Sid (26 episodi, 1980), interpretato da Bernie Coulson.
- Jim (15 episodi, 1980), interpretato da Blu Mankuma.
- Constable (9 episodi, 1980), interpretato da Gunnar Möller.
- Giudice Thatcher (7 episodi, 1980), interpretato da Barney O'Sullivan.
- Zia Sally (7 episodi, 1980), interpretata da Dinah Hinz.
- Indian Joe (5 episodi, 1980), interpretato da Alex Diakun.
- Joe Harper (5 episodi, 1980), interpretato da Dale Walters.
- Becky Thatcher (5 episodi, 1980), interpretata da Holly Findlay.
- Ben Rogers (5 episodi, 1980), interpretato da Brad Sakiyama.

## Produzione
La serie fu prodotta da Wagner-Hallig Film e girata nella Columbia Britannica. Le musiche furono composte da Ted Ottley.

### Registi
Tra i registi sono accreditati:
- Jack B. Hively in 13 episodi (1980)
- Ken Jubenvill in 5 episodi (1980)
- Michael Berry in 4 episodi (1980)
- Don S. Williams in 4 episodi (1980)

### Sceneggiatori
Tra gli sceneggiatori sono accreditati:
- Mark Twain in 26 episodi (1980)
- Herbert Purdom in 24 episodi (1980)
- Robert Stabler in 24 episodi (1980)
- Alf Harris in 7 episodi (1980)
- Alan Oman in 3 episodi (1980)
- Rob Williams in 2 episodi (1980)
- Ann Udell in 2 episodi)

## Distribuzione
La serie fu trasmessa in Canada dal 1º gennaio 1980 al 1º marzo 1980  sulla rete televisiva Canadian Broadcasting Corporation. In Italia è stata trasmessa con il titolo Huckleberry Finn e i suoi amici.
Alcune delle uscite internazionali sono state:
- in Canada il 1º gennaio 1980 (Huckleberry Finn and His Friends)
- in Spagna (Huck & Tom)
- in Germania Ovest (Die Abenteuer von Tom Sawyer und Huckleberry Finn)
- in Finlandia (Tomin ja Huckin seikkailut)
- in Italia (Huckleberry Finn e i suoi amici)

## Episodi
| Stagione       | Episodi | Prima TV Canada |
| -------------- | ------- | --------------- |
| Prima stagione | 26      | 1980            |